# Смарди-Дольне
Смарди-Дольне (пол. Smardy Dolne, нім. Nieder Schmardt) — село в Польщі, у гміні Ключборк Ключборського повіту Опольського воєводства.
Населення — 382 особи (2011).

## Демографія
Демографічна структура станом на 31 березня 2011 року:
|          | Загалом | Допрацездатний вік | Працездатний вік | Постпрацездатний вік |
| -------- | ------- | ------------------ | ---------------- | -------------------- |
| Чоловіки | 173     | 35                 | 120              | 18                   |
| Жінки    | 209     | 39                 | 113              | 57                   |
| Разом    | 382     | 74                 | 233              | 75                   |